# Илюшкино (Вологодская область)
Илюшкино — деревня в Грязовецком районе Вологодской области.
Входит в состав Сидоровского муниципального образования, с точки зрения административно-территориального деления — в Сидоровский сельсовет.
Расстояние по автодороге до районного центра Грязовца — 54 км, до центра муниципального образования Сидорово — 6 км. Ближайшие населённые пункты — Пронино, Черняево, Гридино, Степаново, Анисимово.
По данным переписи в 2002 году постоянного населения не было.